# Lijst van vuurtorens in Nederland
Deze lijst vormt een overzicht van vuurtorens in Nederland. Voor een overzichtsartikel van de vuurtorens en bakens op de grens met Duitsland, zie: Lichtenplan voor de Beneden-Eems.

## Actief
| Vuurtoren                    | Plaats                        | Provincie     | Huidige situatie | Hoogte                    | Licht                 | Bouwjaar                       | Architect                 | Foto                           |
| ---------------------------- | ----------------------------- | ------------- | ---------------- | ------------------------- | --------------------- | ------------------------------ | ------------------------- | ------------------------------ |
| Nieuwe Sluis                 | Breskens (Nieuwesluis)        | Zeeland       | Actief           | 22,4 m (28,4 m boven NAP) | Oc 10s (14 ZM)        | 1867                           | Quirinus Harder           | Vuurtoren van Breskens         |
| Noorderhoofd                 | Westkapelle                   | Zeeland       | Actief           | 16,1 m (20 m boven NAP)   | Oc WRG 10s (13 ZM)    | 1875-1876                      | Quirinus Harder           | Lage vuurtoren van Westkapelle |
| Westkapelle Hoog             | Westkapelle                   | Zeeland       | Actief           | 52,3 m (50 m boven NAP)   | Fl W 3s (28 ZM)       | 1818 (kerktoren 1458-1470)     |                           | Hoge vuurtoren van Westkapelle |
| Zoutelande-Sergeant          | Zoutelande                    | Zeeland       | Actief           | 12,8 m (22 m boven NAP)   | F W (12 ZM)           | 1950-1951                      |                           |                                |
| Kaapduinen Laag              | Koudekerke (Dishoek)          | Zeeland       | Actief           | 13.8 m (27 m boven NAP)   | Oc W 5s (13 ZM)       | 1950-1951                      |                           |                                |
| Kaapduinen Hoog              | Koudekerke (Dishoek)          | Zeeland       | Actief           | 12.6 m (36 m boven NAP)   | Oc W 5s (13 ZM)       | 1950-1951                      |                           |                                |
| Vlissingen                   | Vlissingen                    | Zeeland       | Actief           | 10.6 m (36 m boven NAP)   | Iso WRG 3s (17 ZM)    | ca. 1990 (origineel 1891)      |                           | Vuurtoren van Vlissingen       |
| Wester-Schouwen              | Burgh-Haamstede               | Zeeland       | Actief           | 50 m (58 m boven NAP)     | Fl(2+1) W 15s (30 ZM) | 1837-1840                      | Leendert Valk             | Westerlichttoren               |
| Westhoofd                    | Ouddorp                       | Zuid-Holland  | Actief           | 52 m (56 m boven NAP)     | Fl(3) W 15s (30 ZM)   | 1947-1948                      | Gijsbert Friedhoff        | Vuurtoren Westhoofd            |
| Hellevoetsluis               | Hellevoetsluis                | Zuid-Holland  | Actief           | 18,1 m (17 m boven NAP)   | Iso WRG 10s (11 ZM)   | 1822                           | Jan Valk                  | Vuurtoren van Hellevoetsluis   |
| Nieuwendijk Laag             | Zuid-Beijerland (Nieuwendijk) | Zuid-Holland  | Actief           | 7,5 m (9 m boven NAP)     | Iso WRG 6s (9 ZM)     | 1909                           |                           |                                |
| Nieuwendijk Hoog             | Zuid-Beijerland (Nieuwendijk) | Zuid-Holland  | Actief           | 9,5 m (12 m boven NAP)    | F W (9 ZM)            | 1909                           |                           | Hoge licht van Nieuwesluis     |
| Maasmond Laag                | Rotterdam                     | Zuid-Holland  | Actief           | 30 m boven NAP            | Iso W 4s (21 ZM)      | 1970-1971                      |                           | Maasmond Lage Vuurtoren        |
| Maasmond Hoog                | Rotterdam                     | Zuid-Holland  | Actief           | 48 m boven NAP            | Iso W 4s (21 ZM)      | 1970-1971                      |                           | Maasmond Hoge Vuurtoren        |
| Hoek van Holland Laag        | Hoek van Holland              | Zuid-Holland  | Actief           | 30 m boven NAP            | Iso R 6s (18 ZM)      | 1973-1974                      |                           | Nieuwe Waterweg Lage Vuurtoren |
| Hoek van Holland Hoog        | Hoek van Holland              | Zuid-Holland  | Actief           | 44 m boven NAP            | Iso R 6s (18 ZM)      | 1973-1974                      |                           | Nieuwe Waterweg Hoge Vuurtoren |
| Europoort-Calandkanaal Laag  | Europoort Rotterdam           | Zuid-Holland  | Actief           | 30 m boven NAP            | Oc G 6s (16 ZM)       | 1970-1971                      |                           | Vuurtoren Europoort Laag       |
| Europoort-Calandkanaal Hoog  | Europoort Rotterdam           | Zuid-Holland  | Actief           | 44 m boven NAP            | Oc G 6s (16 ZM)       | 1970-1971                      |                           | Hoge vuurtoren Nieuwe Waterweg |
| Scheveningen                 | Scheveningen                  | Zuid-Holland  | Actief           | 30 m (49 m boven NAP)     | Fl(2) W 10s (29 ZM)   | 1875                           | Quirinus Harder           | Vuurtoren van Scheveningen     |
| Noordwijk aan Zee            | Noordwijk aan Zee             | Zuid-Holland  | Actief           | 25,5 m (33 m boven NAP)   | Oc(3) W 20s (18 ZM)   | 1921-1922                      | Otto Jelsma               | Vuurtoren van Noordwijk        |
| IJmuiden Laag                | IJmuiden                      | Noord-Holland | Actief           | 24 m (31 m boven NAP)     | F WR (16 ZM)          | 1877-1878                      | Quirinus Harder           | Lage vuurtoren van IJmuiden    |
| IJmuiden Hoog                | IJmuiden                      | Noord-Holland | Actief           | 43,3 m (53 m boven NAP)   | Fl W 5s (29 ZM)       | 1877-1878                      | Quirinus Harder           | Hoge vuurtoren van IJmuiden    |
| Egmond aan Zee               | Egmond aan Zee                | Noord-Holland | Actief           | 28 m (37 m boven NAP)     | Iso WR 10s (18 ZM)    | 1833-1834                      | Jan Valk                  | Vuurtoren J.C.J. van Speijk    |
| Zanddijk-Grote Kaap          | Callantsoog                   | Noord-Holland | Actief           | 16,8 m (32 m boven NAP)   | Oc WRG 10s (11 ZM)    | 1985 (origineel 1966           |                           | vuurtoren in Julianadorp       |
| Kijkduin                     | Huisduinen                    | Noord-Holland | Actief           | 63,45 m (57 m boven NAP)  | Fl(4) W 20s (30 ZM)   | 1878                           | Quirinus Harder           | Lange Jaap                     |
| Licht van Troost             | Den Hoorn (Texel)             | Noord-Holland | Actief           | 20.9 m (28 m boven NAP)   | F WRG (15 ZM)         | 1977                           |                           | Licht van Troost               |
| De Ven                       | Enkhuizen                     | Noord-Holland | Actief           | 15 m (17 m boven NAP)     | LFl W 10s (11 ZM)     | 1700                           |                           | De Ven                         |
| Marken                       | Marken                        | Noord-Holland | Actief           | 15,5 m (16 m boven NAP)   | Oc W 8s (9 ZM)        | 1839                           | Jan Valk                  | Paard van Marken               |
| Urk                          | Urk                           | Flevoland     | Actief           | 18,5 m (27 m boven NAP)   | Fl W 5s (18 ZM)       | 1844-1845                      | Leendert Valk             | Vuurtoren Urk                  |
| Stavoren                     | Stavoren                      | Friesland     | Actief           | 15,7 m (15 m boven NAP)   | Iso W 4s (12 ZM)      | 1884                           | Adrianus Cornelis van Loo | Vuurtoren van Stavoren         |
| Eierland                     | De Cocksdorp                  | Noord-Holland | Actief           | 34,7 m (53,2 m boven NAP) | Fl(2) W 10s (29 ZM)   | 1863-1864                      | Quirinus Harder           | Vuurtoren Eierland             |
| Vuurduin                     | Vlieland                      | Friesland     | Actief           | 16,8 m (54 m boven NAP)   | Iso W 4s (20 ZM)      | 1909 (oorspronkelijk 1877-1878 | Quirinus Harder           | Vuurduin                       |
| Brandaris                    | West-Terschelling             | Friesland     | Actief           | 52,5 m (55,5 m boven NAP) | Fl W 5s (29 ZM)       | 1593-1594                      |                           | Brandaris                      |
| Ameland                      | Hollum                        | Friesland     | Actief           | 55,3 m (58 m boven NAP)   | Fl(3) W 15s (30 ZM)   | 1881                           | Quirinus Harder           | Bornrif                        |
| Schiermonnikoog Noordertoren | Schiermonnikoog               | Friesland     | Actief           | 37 m (44 m boven NAP)     | Fl(4) W 20s (28 ZM)   | 1853-1854                      | Herman Guillaume Jansen   | Noordertoren                   |

## Gedoofd
| Vuurtoren                                  | Plaats                | Provincie     | Gedoofd sinds | Hoogte                  | Licht                | Bouwjaar                   | Architect                            | Foto                                |
| ------------------------------------------ | --------------------- | ------------- | ------------- | ----------------------- | -------------------- | -------------------------- | ------------------------------------ | ----------------------------------- |
| Nieuwe Sluis Laag                          | Breskens              | Zeeland       | ca. 1940      | 11,2 m                  |                      | 1906                       | Willem Karel Christiaan Antheunissen | Lage Licht Nieuwe Sluis             |
| Hansweert                                  | Hansweert             | Zeeland       | 1992          | 8 m                     |                      | 1914                       |                                      | Vuurtoren van Hansweert             |
| Goedereede                                 | Goedereede            | Zuid-Holland  | 1924          | 39,5 m                  |                      | 1552 (kerktoren 1467-1512) |                                      | Toren van Goedereede (2007)         |
| Willemstad                                 | Willemstad            | Noord-Brabant | 1989          | 10 m                    |                      | 1946-1947                  |                                      | Vuurtoren van Willemstad            |
| Strijensas                                 | Strijensas            | Zuid-Holland  | 1996          | 10 m                    |                      | 1883                       | Adrianus Cornelis van Loo            | Lichtopstand Strijensas             |
| Stenen Baak                                | Oostvoorne            | Zuid-Holland  | 1781          | 15 m                    |                      | 1630                       | Maerten Cornelis Paeyse              |                                     |
| Sint Catharijnekerk                        | Brielle               | Zuid-Holland  | 1850          | 57 m                    |                      | 1759 (kerktoren 1417-1482) |                                      |                                     |
| Lage vuurtoren van Hoek van Holland (1900) | Rotterdam             | Zuid-Holland  | 1967          | 13,5 m                  |                      | 1899-1900                  | Adrianus Cornelis van Loo            | Lage vuurtoren van Hoek van Holland |
| Hoge vuurtoren van Hoek van Holland (1894) | Hoek van Holland      | Zuid-Holland  | 1967          | 27,2 m                  |                      | 1893-1894                  | Adrianus Cornelis van Loo            | Hoge vuurtoren van Hoek van Holland |
| Goeree                                     | Noordzee              | Zuid-Holland  | 2020          | 23,5 m                  |                      | 1971                       |                                      |                                     |
| Maasvlakte                                 | Maasvlakte Rotterdam  | Zuid-Holland  | 2008          | 62 m                    |                      | 1973-1974                  | W. Colenbrander                      | Vuurtoren Maasvlakte                |
| Katwijk aan Zee                            | Katwijk aan Zee       | Zuid-Holland  | 1912          | 12 m                    |                      | 1605                       |                                      | Vuurtoren van Katwijk               |
| Den Oever                                  | Den Oever             | Noord-Holland | 2009          | 16 m                    |                      | 1885                       | Adrianus Cornelis van Loo            | Vuurtoren van Den Oever             |
| Harderwijk                                 | Harderwijk            | Gelderland    | ca. 1947      |                         |                      | 1851 (poort eind 14e eeuw  |                                      | Vischpoort Harderwijk               |
| Elburg                                     | Elburg                | Gelderland    | ca. 1950      |                         |                      | 1731 (poort 1592           |                                      | Vischpoort Elburg                   |
| Kraggenburg                                | Kraggenburg           | Flevoland     | 1940          |                         |                      | 1877-1878                  |                                      | Oud Kraggenburg                     |
| Workum                                     | Workum                | Friesland     | 1932          | Ongeveer 9 m            |                      | 1778                       |                                      | Vuurtoren van Workum                |
| Harlingen                                  | Harlingen             | Friesland     | 1998          | Ongeveer 23 m           |                      | 1921-1922                  | Otto Jelsma                          | Vuurtoren van Harlingen             |
| Schiermonnikoog Zuidertoren                | Schiermonnikoog       | Friesland     | 1909          | 31,7 m                  |                      | 1853-1854                  | Herman Guillaume Jansen              | Zuidertoren                         |
| Hoek van 't IJ                             | Amsterdam (Durgerdam) | Noord-Holland | 21 juni 2016  | 19,5 m (18 m boven NAP) | was Oc WR 5s (14 ZM) | 1893                       | Adrianus Cornelis van Loo            | Vuurtoreneiland                     |

## Afgebroken
| Vuurtoren                  | Plaats                | Provincie     | Huidige situatie                       | Hoogte   | Licht | Bouwjaar  | Architect                                      | Foto                |
| -------------------------- | --------------------- | ------------- | -------------------------------------- | -------- | ----- | --------- | ---------------------------------------------- | ------------------- |
| Noord-Schouwen Laag        | Renesse               | Zeeland       | Afgebroken (1915)                      | 18,45 m  |       | 1856      | Quirinus Harder                                |                     |
| Noord-Schouwen Hoog        | Noordwelle            | Zeeland       | Afgebroken (1916)                      | ca. 39 m |       | 1848      | Leendert Valk (bovendeel door Quirinus Harder) |                     |
| Flaauwe Werk               | Ouddorp               | Zuid-Holland  | Afgebroken (1916)                      | 24 m     |       | 1862      | Quirinus Harder                                |                     |
| Westhoofd (1912)           | Ouddorp               | Zuid-Holland  | Vernietigd door Duitse eenheden (1945) | 52 m     |       | 1911-1912 | B.A. Verhey                                    |                     |
| Oostvoorne                 | Oostvoorne            | Zuid-Holland  | Afgebroken (1552)                      |          |       | 1360-1390 |                                                |                     |
| Scheveningen (1595)        | Scheveningen          | Zuid-Holland  | Afgebroken                             | 29 m     |       | 1595      |                                                |                     |
| Noordwijk aan Zee (1854)   | Noordwijk aan Zee     | Zuid-Holland  | Afgebroken (1913 gedoofd)              |          |       | 1854      |                                                |                     |
| Zandvoort                  | Zandvoort             | Noord-Holland | Afgebroken (1907)                      |          |       | ca. 1820  |                                                |                     |
| Egmond aan Zee Zuidertoren | Egmond aan Zee        | Noord-Holland | Afgebroken (1915)                      | 18,2 m   |       | 1833-1834 | Jan Valk                                       |                     |
| Kijkduin (1822)            | Huisduinen            | Noord-Holland | Afgebroken (1877)                      | 22,0 m   |       | 1822      | Jan Valk                                       |                     |
| Marken (1700)              | Marken                | Noord-Holland | Afgebroken                             |          |       | 1700      |                                                |                     |
| Hoek van 't IJ (1700)      | Amsterdam (Durgerdam) | Noord-Holland | Afgebroken (1893)                      | 19 m     |       | 1700      |                                                |                     |
| Ens (1618)                 | Ens (Schokland)       | Flevoland     | Afgebroken (1635)                      |          |       | 1618      |                                                |                     |
| Ens (1635)                 | Ens (Schokland)       | Flevoland     | Afgebroken (1825)                      |          |       | 1635      |                                                |                     |
| Ens (1825)                 | Ens (Schokland)       | Flevoland     | Afgebroken (1856)                      |          |       | 1825      |                                                |                     |
| Ens (1856)                 | Ens (Schokland)       | Flevoland     | Afgebroken (1944)                      |          |       | 1856      |                                                |                     |
| Lemmer                     | Lemmer                | Friesland     | Afgebroken (1968)                      |          |       | 1887      |                                                |                     |
| Vuurduin (1836)            | Vlieland              | Friesland     | Afgebroken (1909)                      | 11,6 m   |       | 1836      | Jan Valk                                       |                     |
| Terschelling (1323)        | West-Terschelling     | Friesland     | Afgebroken (1593)                      |          |       | 1323      |                                                |                     |
| Harlingen (1904)           | Harlingen             | Friesland     | Afgebroken (1921)                      |          |       | 1904      |                                                |                     |
| Watum                      | Holwierde (Uiteinde)  | Groningen     | Verwoest door bombardement (1945)      | 10,5 m   |       | 1888      |                                                | Vuurtoren van Watum |
| Delfzijl (1888)            | Delfzijl              | Groningen     | Afgebroken (1940)                      | 10,5 m   |       | 1888      |                                                |                     |
| Delfzijl (1949)            | Delfzijl              | Groningen     | Afgebroken (1981)                      | 14,4 m   |       | 1949      |                                                |                     |

## Vuurtorens op deBES-eilanden
| Vuurtoren                | Plaats                            | Eiland         | Huidige situatie | Hoogte | Licht   | Bouwjaar | Architect             | Foto |
| ------------------------ | --------------------------------- | -------------- | ---------------- | ------ | ------- | -------- | --------------------- | ---- |
| Vuurtoren Willemstoren   | Lacre Punt                        | Bonaire        | actief           | 21 m   | (14 ZM) | 1838     | Hendrik Willem Graham |      |
| Vuurtoren Boca Spelonk   | oostelijk puntje van Bonaire      | Bonaire        | actief           | 21 m   | (15 ZM) | 1910     |                       |      |
| Vuurtoren Malmok         | Washington Slagbaai National Park | Bonaire        | buiten dienst    | 7.5 m  |         | 1921     |                       |      |
| Vuurtoren Ceru Bentana   | Rincon                            | Bonaire        | actief           | 10 m   | (15 ZM) | 1927     |                       |      |
| Vuurtoren Punt Vierkant  | Kralendijk                        | Bonaire        | actief           | 9 m    | (5 ZM)  | 1931     |                       |      |
| Vuurtoren van Kralendijk | Kralendijk                        | Bonaire        | actief           | 7 m    | (5 ZM)  | 1932     |                       |      |
| Vuurtoren van St. John's | St. Johns                         | Saba           | actief           | 15 m   | (15 ZM) |          |                       |      |
| Vuurtoren van Oranjestad | Oranjestad                        | Sint Eustatius | actief           | 6 m    | (17 ZM) | 1893     |                       |      |